# Shahrestān-e Khūsf
Shahrestān-e Khūsf (persiska: شهرستان خوسف, خوسف) är en delprovins (shahrestan) i Iran.   Den ligger i provinsen Sydkhorasan, i den östra delen av landet, 800 km sydost om huvudstaden Teheran.
Delprovinsen hade 27 600 invånare 2016.